# Bezirk Tłuste
Bezirk Tłuste – dawny powiat (Bezirk) kraju koronnego Królestwo Galicji i Lodomerii, funkcjonujący w latach 1854–1867. Siedzibą starostwa było miasteczko Tłuste.

## Historia
Bezirk Tłuste utworzono w ramach reformy uwłaszczeniowej z okresu Wiosny Ludów (1848–1849), która likwidowała jurysdykcję właściciela ziemskiego nad poddanymi. W Galicji, dominium – jako podstawowa jednostka administracyjna i filar systemu feudalnego straciło rację bytu. Konieczne stało się zatem wprowadzenie nowego systemu administracyjnego, którego zręby powstały w latach 1851–1855. Nowy trójstopniowy podział administracyjny objął 21 cyrkułów (niem. Kreise), 179 małych powiatów (niem. Bezirke) i ponad 6000 gmin (niem. Gemeinde).
Bezirk Tłuste objął obszar o wielkości 6,2 mil², zamieszkany przez 23 507 ludzi i podzielony na 29 gmin katastralnych, w tym dwa miasteczka (Tłuste i Uścieczko). Wszedł w skład cyrkułu czortkowskiego, jako jeden z jego dziewięciu powiatów.
Po nadaniu Galicji autonomii oraz powołaniu samorządu gminnego i powiatowego w 1865 zlikwidowano cyrkuły (Kreise). Dotychczasowe małe powiaty (Bezirke) w liczbie 179, utrzymały się do 1867 roku, kiedy to w następstwie kolejnej reformy administracyjnej (23 stycznia 1867) zostały zastąpione przez 74 większe powiaty. Obszar zniesionego Bezirk Tłuste wszedł wtedy w całości w skład nowego powiatu zaleszczyckiego. 1 sierpnia 1878 sześć gmin przeniesiono do powiatu borszczowskiego, w tym w tym Kapuścińce, które 15 czerwca 1934 włączono  do powiatu czortkowskiego.

## Podział administracyjny (1854)
| Lp. | Gmina jednostkowa                             | Powierzchnia | Ludność | Powiat w 1867 po zniesieniu |
| --- | --------------------------------------------- | ------------ | ------- | --------------------------- |
| 1   | Tłuste (m)                                    | 4772         | 1427    | zaleszczycki                |
| 2   | Anielówka                                     | 4772         | 176     | zaleszczycki                |
| 3   | Rożanówka                                     | 4772         | 466     | zaleszczycki                |
| 4   | Tłuste Dorf z Alt-Teklówką                    | 4772         | 467     | zaleszczycki                |
| 5   | Hołowczyńce                                   | 2499         | 611     | zaleszczycki                |
| 6   | Karolówka                                     | 2499         | 240     | zaleszczycki                |
| 7   | Torskie z Alt-Czerczem, Niepoczęciem i Oranią | 4607         | 1278    | zaleszczycki                |
| 8   | Worwolińce                                    | 2530         | 1048    | zaleszczycki                |
| 9   | Hińkowce z Brzostkiem                         | 1215         | 642     | zaleszczycki                |
| 10  | Chartanowce                                   | 1544         | 343     | zaleszczycki                |
| 11  | Uhryńkowce                                    | 2803         | 999     | zaleszczycki                |
| 12  | Błyszczanka                                   | 1650         | 872     | zaleszczycki                |
| 13  | Myszków                                       | 2724         | 893     | zaleszczycki                |
| 14  | Muszkarów                                     | 962          | 402     | zaleszczycki                |
| 15  | Bilcze                                        | 8154         | 2465    | zaleszczycki                |
| 16  | Monastyrek                                    | 8154         | 230     | zaleszczycki                |
| 17  | Olexińce                                      | 2259         | 895     | zaleszczycki                |
| 18  | Szerszeniowce                                 | 2510         | 807     | zaleszczycki                |
| 19  | Kapuścińce                                    | 1054         | 620     | zaleszczycki                |
| 20  | Lisowce                                       | 3138         | 1244    | zaleszczycki                |
| 21  | Szypowce                                      | 1856         | 630     | zaleszczycki                |
| 22  | Milowce                                       | 2225         | 765     | zaleszczycki                |
| 23  | Szutromińce                                   | 2253         | 671     | zaleszczycki                |
| 24  | Czerwonogród z Czerczem i Xiężynem            | 110          | 308     | zaleszczycki                |
| 25  | Nagórzany                                     | 3085         | 606     | zaleszczycki                |
| 26  | Nyrków                                        | 4787         | 1527    | zaleszczycki                |
| 27  | Słone                                         | 4787         | 365     | zaleszczycki                |
| 28  | Iwanie                                        | 2223         | 1115    | zaleszczycki                |
| 29  | Uścieczko (m)                                 | 3084         | 1395    | zaleszczycki                |

Objaśnienie:
(M) = miasto; (m) = miasteczko